# Championnat de Corée du Sud de football

Ancien logo

Le championnat de Corée du Sud de football (Korea Professional Football League) est une compétition annuelle de football disputée entre les clubs sud-coréens et également appelée "K League 1" (Korea League 1).

## Histoire
Le championnat a vu le jour en 1983, fondé par cinq clubs : Hallelujah FC, Daewoo, POSCO, Yukong Elephants et Kookmin Bank. Le championnat n'a cessé de s'élargir jusqu'aux éditions 2011 et 2012 où le championnat comptait 16 clubs. Avec la création en 2013 d'une deuxième division, le nombre de clubs est de passé à 12 en 2014.
Pour la plupart, ces clubs sont la propriété de chaebol coréens (grands conglomérats d'entreprise) qui donnent leurs noms aux clubs. On observe cependant de plus en plus une localisation des clubs, due à l'essor du football asiatique, et accompagnée de l'inauguration de stades plus modernes les uns que les autres. Ainsi le club de Daewoo se nomme aujourd'hui Busan I'Park et le Lucky-Goldstar FC, détenu par la marque d'électronique LG a pris le nom de FC Seoul, en déménageant dans le Stade de Séoul construit en 2002 pour la Coupe du monde.

## Déroulement
Malgré l'existence de la K2-League, championnat amateur, il n'existe ni promotion ni relégation, et le championnat fonctionne en vase clos, avec cependant l'arrivée quasi annuelle de nouveaux clubs, comme en 2006 le Gyeongnam FC basé à Changwon. Une évolution du système qui était à l'origine prévue pour 2007 et qui a pour projet l'instauration d'une troisième division et instaurant des relégations est toujours à l'étude.
Le championnat se déroule de mars/avril à octobre/novembre. Ses modalités n'ont cessé d'évoluer depuis sa création, mais semblent se stabiliser, organisées en trois phases : matchs aller (phase 1), matchs retour(phase 2), puis matchs de barrage en fin de saison. Les quatre équipes qui disputent le barrage sont les deux premières au classement combiné aller/retour ainsi que les vainqueurs des phases 1 et 2 (le classement combiné faisant office de référence en cas d'incohérence). Les barrages prennent la forme de demi-finales sur terrain neutre suivies d'une finale aller et d'une finale retour. Le gagnant est désigné champion, et dispute la Ligue des champions de l'AFC.

## Palmarès
| Année | Clubs | Champion                | Deuxième/Finaliste      | Score                    |
| 1983  | 5     | Hallelujah FC           | Daewoo Royals           | pas de play-offs         |
| 1984  | 7     | Daewoo Royals           | Yukong Elephants        | 1-0, 1-1                 |
| 1985  | 8     | Lucky-Goldstar Hwangso  | Pohang Steelers         | pas de play-offs         |
| 1986  | 6     | Pohang Steelers         | Lucky-Goldstar Hwangso  | 1-0, 1-1                 |
| 1987  | 5     | Daewoo Royals           | Pohang Steelers         | pas de play-offs         |
| 1988  | 5     | Pohang Steelers         | Hyundai Horang-i        | pas de play-offs         |
| 1989  | 6     | Yukong Elephants        | Lucky-Goldstar Hwangso  | pas de play-offs         |
| 1990  | 6     | Lucky-Goldstar Hwangso  | Daewoo Royals           | pas de play-offs         |
| 1991  | 6     | Daewoo Royals           | Hyundai Horang-i        | pas de play-offs         |
| 1992  | 6     | Pohang Steelers         | Ilhwa Chunma            | pas de play-offs         |
| 1993  | 6     | Ilhwa Chunma            | LG Cheetahs             | pas de play-offs         |
| 1994  | 7     | Ilhwa Chunma            | Yukong Elephants        | pas de play-offs         |
| 1995  | 8     | Ilhwa Chunma            | Pohang Steelers         | 1-1, 3-3, 1-0 b.e.o.     |
| 1996  | 9     | Ulsan Hyundai Horang-i  | Suwon Samsung Bluewings | 0-1, 3-1                 |
| 1997  | 10    | Busan Daewoo Royals     | Jeonbuk Hyundai Motors  | pas de play-offs         |
| 1998  | 10    | Suwon Samsung Bluewings | Ulsan Hyundai Horang-i  | 1-0, 0-0                 |
| 1999  | 10    | Suwon Samsung Bluewings | Busan Daewoo Royals     | 2-1, 2-1 b.e.o.          |
| 2000  | 10    | Anyang LG Cheetahs      | Bucheon SK              | 4-1, 1-1 4-2 t.a.b.      |
| 2001  | 10    | Seongnam Ilhwa Chunma   | Anyang LG Cheetahs      | pas de play-offs         |
| 2002  | 10    | Seongnam Ilhwa Chunma   | Ulsan Hyundai Horang-i  | pas de play-offs         |
| 2003  | 12    | Seongnam Ilhwa Chunma   | Ulsan Hyundai Horang-i  | pas de play-offs         |
| 2004  | 13    | Suwon Samsung Bluewings | Pohang Steelers         | 0-0, 0-0 a.p. 4-3 t.a.b. |
| 2005  | 13    | Ulsan Hyundai Horang-i  | Incheon United          | 5-1, 1-2                 |
| 2006  | 14    | Seongnam Ilhwa Chunma   | Suwon Samsung Bluewings | 1-0, 2-1                 |
| 2007  | 14    | Pohang Steelers         | Seongnam Ilhwa Chunma   | 3-1, 1-0                 |
| 2008  | 14    | Suwon Samsung Bluewings | FC Séoul                | 1-1, 2-1                 |
| 2009  | 15    | Jeonbuk Hyundai Motors  | Seongnam Ilhwa Chunma   | 0-0, 3-1                 |
| 2010  | 15    | FC Séoul                | Jeju United             | 2-2, 2-1                 |
| 2011  | 16    | Jeonbuk Hyundai Motors  | Ulsan Hyundai           | 2-1, 2-1                 |
| 2012  | 16    | FC Séoul                | Jeonbuk Hyundai Motors  | pas de play-offs         |
| 2013  | 14    | Pohang Steelers         | Ulsan Hyundai           | pas de play-offs         |
| 2014  | 12    | Jeonbuk Hyundai Motors  | Suwon Samsung Bluewings | pas de play-offs         |
| 2015  | 12    | Jeonbuk Hyundai Motors  | Suwon Samsung Bluewings | pas de play-offs         |
| 2016  | 12    | FC Séoul                | Jeonbuk Hyundai Motors  | pas de play-offs         |
| 2017  | 12    | Jeonbuk Hyundai Motors  | Jeju United             | pas de play-offs         |
| 2018  | 12    | Jeonbuk Hyundai Motors  | Gyeongnam FC            | pas de play-offs         |
| 2019  | 12    | Jeonbuk Hyundai Motors  | Ulsan Hyundai           | pas de play-offs         |
| 2020  | 12    | Jeonbuk Hyundai Motors  | Ulsan Hyundai           | pas de play-offs         |
| 2021  | 12    | Jeonbuk Hyundai Motors  | Ulsan Hyundai           | pas de play-offs         |
| 2022  | 12    | Ulsan Hyundai           | Jeonbuk Hyundai Motors  | pas de play-offs         |
| 2023  | 12    | Ulsan Hyundai           | Pohang Steelers         | pas de play-offs         |
| 2024  | 12    | Ulsan HD                | Gangwon FC              | pas de play-offs         |

## Bilan par club
| Club                    | Victoire(s) | Année(s)                                             |
| Jeonbuk Hyundai Motors  | 9           | 2009, 2011, 2014, 2015, 2017, 2018, 2019, 2020, 2021 |
| Seongnam Ilhwa Chunma   | 7           | 1993, 1994, 1995, 2001, 2002, 2003, 2006             |
| FC Séoul                | 6           | 1985, 1990, 2000, 2010, 2012, 2016                   |
| Pohang Steelers         | 5           | 1986, 1988, 1992, 2007, 2013                         |
| Ulsan Hyundai           | 5           | 1996, 2005, 2022, 2023, 2024                         |
| Busan I'Park            | 4           | 1984, 1987, 1991, 1997                               |
| Suwon Samsung Bluewings | 4           | 1998, 1999, 2004, 2008                               |
| Hallelujah FC           | 1           | 1983                                                 |
| Jeju United FC          | 1           | 1989                                                 |